# Варга, Йожеф (1954)
Йо́жеф Ва́рга (венг. Varga József; род. 9 октября 1954, Будапешт) — венгерский футболист, играл на позиции защитника. Участник чемпионатов мира (1982, 1986).

## Биография

### Клубная карьера
Варга в течение 12 сезонов играл за «Гонвед», в составе которого выиграл три чемпионских титула и Кубок Венгрии 1985 года. Всего за эту команду он сыграл 283 матча в чемпионате страны и забил 20 голов. В 1985 году перешёл в турецкий «Денизлиспор», в составе которого отыграл два сезона.
Покинув Турцию, вернулся на родину и играл за «Уйпешт» и «Волан», а завершил карьеру в финском «Рейпасе» в возрасте 35 лет.

### Карьера в сборной
В составе сборной Венгрии был участником чемпионата мира 1982 года, где принял участие в двух матчах на групповом этапе. В матче с сборной Бельгией забил гол, открыв счёт в матче; матч закончился со счётом 1:1.
Спустя четыре года, Варга был в заявке сборной на чемпионате мира в Мексике, где сыграл в двух матчах. Всего за сборную Венгрии сыграл 31 матч и забил 1 гол.

## Достижения
«Гонвед»
- Чемпион Венгрии (4) : 1979/80, 1983/84, 1984/85, 1985/86
- Обладатель Кубка Венгрии (1) : 1984/85